# 莫克多鰭魚
莫克多鰭魚，為輻鰭魚綱多鰭魚目多鰭魚科的其中一種，本魚分布於非洲剛果河流域，本魚體延長呈圓柱狀，側線鱗片50至60個，體深灰色，並具部鮭澤的深灰色條紋、斑點，腹面白色至淡黃色，背鰭硬棘6至8枚，體長可達23.5公分，棲息在溪流底層水域，屬肉食性，以魚類、甲殼類及水生昆蟲等為食。能呼吸空氣而且如此能容忍溶氧量低的集中，仔魚具有外鰓。